# SIG M400突擊步槍
SIG M400是一款由西格&紹爾所研製和生產的縮短版本突擊步枪／卡賓槍／半自動步枪，該槍是以較早期型5.56毫米口徑AR-15和M16為藍本，主要發射5.56×45毫米北約口徑制式步枪子彈，亦有些型號發射.300 AAC BLK（7.62×35毫米）步槍子彈。

## 歷史
西格&紹爾公司是瑞士最大的輕武器製造公司，瑞士軍隊裝備的SIG SG 550系列突擊步槍是該公司的明星產品。但SG 550系列在瑞士以外並沒有更廣泛的市場，只有少量特種部隊和特種警察裝備。
自2007年到2010年的這4年裡，西格&紹爾美國分公司一直面向美國市場推陳出新，除了拳頭產品――SIG P系列手槍以外，公司還研發了專門針對美國市場的SIG SG 556系列突擊步槍／卡賓槍。SIG SG 556系列由採用AK核心部件的SIG SG 550突擊步槍所改進而來，包括SIG SG 556基本型及SIG SG 556經典型。前者為進入美國市場，採用許多美國本土零件，如AR系的槍機系統（但仍採用AK系活塞式導氣系統）、槍托等，外觀看起來有些不倫不類；後者為迎合美國市場上“西格迷”的需求，仍採用前者的槍機系統及活塞導氣系統，但在外形上完全回歸了SG 550，可說是“SG 550的外衣包裹著AR系列的核心”。西格&紹爾美國分公司雖然在迎合消費者心理方面下了不少功夫，但並未在美國市場上引起大的反響，銷售情況也並非很理想。而結果亦很明顯：投放市場兩年以後宣佈下架。
為了能夠真正融入美國市場，公司認為外形及操作習慣需更向AR系列步槍靠攏。明確了這個目標後，2010年，西格&紹爾美國分公司在SIG SG 556基礎上推出了外形及內部機構更向AR系列步槍靠攏的活塞導氣型M16系列步槍，即SIG SG 516與716系列，藉以希望能佔有更大的市場份額。該槍仍然採用活塞式導氣系統，但在外形及內部結構（除導氣系統與氣體調節器外）上，已經達到“AR化”了。兩者雖然質量上乘，但在美國市場，活塞導氣式版本的M16系步槍所佔份額畢竟有限，想要刷新市場格局，還非朝夕之功。
2011年底，西格-紹爾公司推出了其直接導氣氣動式M16系列步槍――SIG M400系列卡賓槍。

## 設計細節

### 操作機構
SIG M400卡賓槍是一個產品系列，分別可面向軍用、警用和民用市場，其中M400標準型和增強型面向軍用市場。它採用直接導氣氣動式自動原理系統和閉鎖式槍機操作槍械射擊，使用擊錘射擊和一道火扳機。
SIG M400系卡賓槍雖然是一款標準型M4卡賓槍，但是西格的精髓也顯而易見――那就是精工細造。以SIG M400標準型卡賓槍為例，其採用與M4卡賓槍一樣的直接導氣氣動式自動原理，只能夠單發射擊。該槍口徑為5.56毫米，能夠發射5.56×45毫米北約口徑步枪子彈；這點不同於美國國內的其他單發發射的M4系卡賓槍，這類產品大部分只能夠發射民用型.223 Remington步槍子彈。雖然.223 Remington步槍子彈與5.56×45毫米北約口徑步槍子彈尺寸相同，但其膛壓稍小。如果該槍標明發射.223 Remington步槍子彈，那麼發射5.56×45毫米北約口徑步槍子彈時需要注意槍管耐壓是否能夠承受，否則就有可能發生危險。而SIG M400卡賓槍旨在面向軍警市場，所以在配用槍彈方面按照軍用規格標準。

### 功能
SIG M400是西格&紹爾公司所生產的AR-15自動步槍，也繼承其符合人體工程學的特徵。它具有位於左側的保險桿，可藉由射擊手（右手）的拇指操作。其採用原廠設計的西格風格握把，握把側面具有麻點狀防滑紋，除此以外亦可以安裝任何種類的AR-15／M16步槍的手槍握把。
SIG M400標準型卡賓槍的槍管也採用軍用規格標準製造，但與M4卡賓槍的槍管外形有所區別，前粗後細。槍管外部表面採用磷酸鹽處理，在槍管外表形成了一層氧化層保護膜。槍口的A2鳥籠式消焰器也是軍用規格標準打造，其與M4卡賓槍相同，消焰器下方並沒有開孔，只在上方及左右兩側開有泄氣孔，有助於抑制槍口上揚。
M400標準型卡賓槍的準星下方設有背帶環和刺刀座，這兩項功能同樣可看出其進軍軍用市場的意圖。其他的一部份型號的導氣箍頂部會以MIL-STD-1913戰術導軌將AR-15特有的三角形準星取代。
聚合物護木內部也採用了符合軍用規格雙層鋁合金隔熱罩；增強型卡賓槍時，還會與手槍握把、槍托、機械瞄具一樣轉換為馬格普公司出品的「原創器材」（Magpul Original Equipment，MOE）系列部件產品。
7075-T6鋁合金打造的上下機匣與傳統的M4卡賓槍上下機匣通用，並且採用了陽極電鍍處理。所有型號的上機匣為平頂式，帶有一個可拆卸的A2式提把，提把上帶有翻轉式覘孔照門，並且可以調節風偏。提把拆卸以後，就可將MIL-STD-1913戰術導軌用以安裝日間／夜間光学瞄准镜、紅點鏡／反射式瞄準鏡、全息瞄準鏡、棱鏡式瞄準鏡、夜視鏡和／或熱成像儀（可拆卸）。若護木頂部都具有戰術導軌，更可以前後串連式光學瞄準具安裝配置模式擴大瞄準具附件的加裝應用模式。
下機匣雖然與其他M4卡賓槍通用，但也具有自己的特徵，這就是雙手通用的彈匣卡筍，即除了傳統型右側彈匣卡筍以外，下機匣左側空槍掛機解脫杆下方也設置一個彈匣卡筍，方便了慣用左手的射手操作彈匣卡筍以快速更換彈匣。下機匣左側刻有西格-紹爾公司、SIG M400與5.56×45毫米北約口徑步槍子彈的銘文。下機匣後方兩側帶有背帶環固定孔，兩側均能安裝背帶環，適合左右手不同習慣的射手需求；而M4卡賓槍則只在槍托下方設置後背帶環。
M400所具有的槍托為ACE型骨架化六檔可伸縮調節式槍托，也是為M4系卡賓槍而研製的槍托之一，緩衝管區域下方的彈簧支撐式釋放按鈕鎖定式各位置。下部帶有一個槍背帶環。槍托內部的緩衝器也採用軍用規格標準打造。
30發鋁合金製彈匣為「STANAG 4179」接口的STANAG彈匣，這當然亦是與M4卡賓槍相同；除了原廠根據衍生型分配的5、10、20和30發彈匣，還可對應市場上更大容量的彈匣以至彈鼓。

## 衍生型
西格-紹爾公司推出的SIG M400系列卡賓槍有面向軍用、警用和民用的不同型號。
當中面向軍用市場的是M400標準型卡賓槍與M400增強型卡賓槍。前者除與M4相比，槍管前面部分比後面稍為加粗外，其他的外形酷似M4卡賓槍，並採用和M4卡賓槍相同的護木、可拆卸提把和六段伸縮式槍托；後者則採用流行的馬格普公司出品的初始設備護木、初始設備握把、槍托與彈匣，並且增強型卡賓槍採用三種不同顏色塗裝，分別是全黑色的黑色型、軍綠色的綠色型（護木、握把、槍托均為軍綠色）和沙漠色的沙漠型（護木、握把、槍托和機匣均為沙漠色）。
M400 SPR型面向巡警而M400 SWAT型則面向特警。M400 SPR型取消了傳統的AR-15自動步槍的導氣箍與準星一體式結構，改為採用帶有導軌的導氣箍，而準星可通過這個導軌拆裝，需要使用時才將其加裝在導氣箍導軌上；照門同樣通過機匣頂部的導軌加裝。M400 SWAT型帶有一個四面導軌式護木，可以供特警安裝瞄準鏡及各種戰術附件，槍口與準星座下方分別設有A2型消焰器與刺刀座。其採用西格風格握把，握把側面有麻點狀防滑紋。M400 SWAT型還有縮短槍管與護木的卡賓槍型號，用於近身距離作戰，其換用了AR類型握把。
面向狩獵市場的M400狩獵型，採用延長到508毫米（20英吋）重型槍管、馬格普長護手、容彈量為5發的彈匣以及M16A2式的固定槍托，但取消了機械瞄具，有全黑色型和迷彩狩獵偽裝型（綠色迷彩塗裝），其中後者的售價要高昂許多。最近，公司又推出一款更特別的M400 WELD型，這款產品槍管與標準的M4系卡賓槍一樣，長度為368.3毫米（14.5英吋），但採用了一款長達38毫米（15英吋）的鳥籠形消焰器，這款產品既能在民用市場上銷售，也能滿足軍用市場需求。
此外，M400還有只能半自動射擊和不安裝槍托的短槍管型PM400，按照美國的法律定義以下可稱之為“手槍”。該手槍式步槍（或說步槍式手槍）為美國槍法下的特定產物。因為對於槍管短於16英寸的抵肩武器是受法律限制的，但如果不安裝槍托而且不能抵肩射擊就不受限了，因而令PM400可成為名義上的“手槍”。PM400在機匣尾端的槍托被西格&紹爾公司推出的輔助握持器所取代，握持器尾端設有一個彈性帶圈。手持握把時，將彈性帶圈套在胳膊上，即可實現單手握持射擊。該槍還採用圓筒形護木與三瓣式槍口消焰器。該槍面向民用娛樂射擊市場。

## 使用國
- 伊拉克
  - 伊拉克特種作戰部隊[19]
- 阿曼
  - 阿曼蘇丹武裝部隊[20]
- 菲律賓
  - 菲律賓武裝部隊[20]
- 美国
  - 多個地方警察單位

## 資料來源
1. 1 2 3 4 5  .   [1 September 2015]. （原始内容存档于2015年9月5日）.
2. 1 2 3 4 5  .   [1 September 2015]. （原始内容存档于2015-09-05）.
3. 1 2 3 4 5  .   [1 September 2015]. （原始内容存档于2015-09-05）.
4. 1 2 3 4 5  .   [1 September 2015]. （原始内容存档于2015-08-31）.
5. 1 2 3 4 5  .   [1 September 2015]. （原始内容存档于2015-09-04）.
6. 1 2 3 4 5  .   [1 September 2015]. （原始内容存档于2015年9月5日）.
7. 1 2 3 4 5  .   [1 September 2015]. （原始内容存档于2015-09-05）.
8. 1 2 3 4 5 6  .   [1 September 2015]. （原始内容存档于2015年9月5日）.
9. 1 2 3 4 5  .   [1 September 2015]. （原始内容存档于2015-09-05）.
10. 1 2 3 4 5  .   [1 September 2015]. （原始内容存档于2015-09-05）.
11. 1 2 3 4 5 6  .   [1 September 2015]. （原始内容存档于2015-08-31）.
12. 1 2 3 4  .   [1 September 2015]. （原始内容存档于2015-09-05）.
13. 1 2 3 4  .   [1 September 2015]. （原始内容存档于2015年9月5日）.
14. 1 2 3 4  .   [1 September 2015]. （原始内容存档于2015-09-05）.
15. 1 2 3 4  .   [1 September 2015]. （原始内容存档于2015-09-05）.
16. 1 2 3 4  .   [1 September 2015]. （原始内容存档于2015年9月5日）.
17. 1 2 3 4  .   [1 September 2015]. （原始内容存档于2015-09-05）.
18. 1 2 3 4 5  .   [8 March 2019]. （原始内容存档于2019-05-04）.
19. ↑  .   [2019-11-29]. （原始内容存档于2019-12-08）.
20. 1 2  .   [2019-11-30]. （原始内容存档于2020-04-14）.

## 外部連結
- （英文）—SIG Rifles－SIG M400 （页面存档备份，存于）
- （英文）—The Firearm Blog.com—
  - SIG M400 Direct Gas Impingement Carbines （页面存档备份，存于）
  - SIG M400 Predator （页面存档备份，存于）
  - SIG Sauer’s SIGM400 “Muddy Girl” （页面存档备份，存于）
  - Sig Sauer Ships Carbon Fiber 516 and M400 Rifles （页面存档备份，存于）
  - Sig Enhances Commemorative Engraving Program （页面存档备份，存于）
  - ALG Defense EMR Free-float Modular Handguard （页面存档备份，存于）
  - SIG SAUER MPX-C and SIGM400-Predator to Release at SHOT （页面存档备份，存于）
  - Upgraded SIG M400 Predator （页面存档备份，存于）
- （英文）—Guns.com—
  - SIG Has Finally Made a Stock AR-15 Carbine, the M400 (CORRECTION) （页面存档备份，存于）
  - SIG in 2011: A Year in Review
  - Guns.com Reports On This Years New Guns at the 2012 SHOT Show in Las Vegas （页面存档备份，存于）
  - Gear Review: Sig Sauer Rifle GoBag (Coupon Code Inside)
  - SIG’s new M400 Varmint (VIDEO) （页面存档备份，存于）
  - Chicago motorcycle club holding annual gun raffle; Proceeds to benefit families of fallen officers （页面存档备份，存于）
  - SIG Sauer launching two new M400 AR-15 rifles: Muddy Girl and Predator （页面存档备份，存于）
  - Are these the new SIG 556 rifles for 2014? （页面存档备份，存于）
  - SIG Carbon Fiber 516 and M400 rifles now shipping （页面存档备份，存于）
  - CMMG launching new Mk4 Varmint series rifles （页面存档备份，存于）
  - Is the SIG 516 Carbon the best AR-15 made? (VIDEO)
  - Get a $200 SIG store credit with any SIG rifle or P220 purchase （页面存档备份，存于）
- （英文）—Guns & Ammo.com—New Sig Sauer Guns for 2016 （页面存档备份，存于）
- （英文）—Rifle Shooter Magazine.com—
  - SIG Sauer M400 Review （页面存档备份，存于）
  - Introducing the SIG Sauer M400 Varmint （页面存档备份，存于）
  - Introducing SIG Sauer M400 Predator Rifles （页面存档备份，存于）
- （英文）—Tactical-Life.com—
  - SIG Sauer M400 Product Overview (video) （页面存档备份，存于）
  - SIG Sauer now shipping SIG M400 and SIG M400 Enhanced Carbines. （页面存档备份，存于）
  - Sig Sauer M400 | Gun Review （页面存档备份，存于）
  - SIG SAUER M400 5.56mm （页面存档备份，存于）
  - Sig Sauer SB15 Pistol Stabilizing Brace （页面存档备份，存于）
  - Sig Sauer M400 SRP 5.56mm （页面存档备份，存于）
  - Sig Sauer M400 Hunter | M400 Rifle Review （页面存档备份，存于）
  - Sig Sauer Silencers （页面存档备份，存于）
  - Sig Sauer M400 Predator （页面存档备份，存于）
  - Sig Sauer Carbon Fiber SIG516 and SIGM400 （页面存档备份，存于）
  - Sig Sauer M400 Carbon Fiber Rifle & MPX Pistol – Gun Review | VIDEO （页面存档备份，存于）
  - Sig Sauer SIG716 Precision 7.62mm Rifle: Reliable DMR | Gun Review （页面存档备份，存于）
  - Gun Review: Sig Sauer Superiority （页面存档备份，存于）
  - Sig Sauer SIG716 Precision 7.62mm Rifle: Reliable DMR | Gun Review （页面存档备份，存于）
  - Gun Review: Sig Sauer Superiority （页面存档备份，存于）
  - Sig Sauer’s Sight-Ready M400 SRP Carbine （页面存档备份，存于）
  - Sig Sauer’s M400 SRP Allows For Limitless Sight Options （页面存档备份，存于）
  - Top 8 Pistols of SPECIAL WEAPONS FOR MILITARY & POLICE in 2014 （页面存档备份，存于）
  - AR Rifleman’s Buyer’s Guide: Today’s Top Sporting Rifles （页面存档备份，存于）
- （英文）—Personal Defense World.com—11 Autoloading Rifles From the GUN BUYER’S ANNUAL 2016 Buyer’s Guide （页面存档备份，存于）
- （英文）—American Rifleman.org—
  - The New SIG Sauer SIG M400
  - SIG Sauer M400 Rifle （页面存档备份，存于）
- （简体中文）—D Boy Gun World（槍炮世界）—SIG M400系列突击步枪 （页面存档备份，存于）